# Souvigné-sur-Même
Souvigné-sur-Même est une commune française, située dans le département de la Sarthe en région Pays de la Loire, peuplée de 160 habitants.
Bien que située dans la région naturelle du Perche sarthois, la commune fait partie de la province historique du Maine.

## Géographie
La commune appartient au Perche et dépend du canton de La Ferté-Bernard.
|        | Saint-Germain-de-la-Coudre (Orne) |          |
| Préval | Souvigné-sur-Même                 | Avezé    |
|        | La Ferté-Bernard                  | Cherreau |

### Climat
Pour des articles plus généraux, voir Climat des Pays de la Loire et Climat de la Sarthe.
En 2010, le climat de la commune est de type climat océanique dégradé des plaines du Centre et du Nord, selon une étude du CNRS s'appuyant sur une série de données couvrant la période 1971-2000. En 2020, Météo-France publie une typologie des climats de la France métropolitaine dans laquelle la commune est exposée à un climat océanique altéré et est dans une zone de transition entre les régions climatiques « Normandie (Cotentin, Orne) » et « Moyenne vallée de la Loire ». 
Pour la période 1971-2000, la température annuelle moyenne est de 11,1 °C, avec une amplitude thermique annuelle de 14,4 °C. Le cumul annuel moyen de précipitations est de 751 mm, avec 12,3 jours de précipitations en janvier et 7,6 jours en juillet. Pour la période 1991-2020, la température moyenne annuelle observée sur la station météorologique de Météo-France la plus proche, sur la commune de Cormes à 7 km à vol d'oiseau, est de 11,4 °C et le cumul annuel moyen de précipitations est de 759,0 mm,. Pour l'avenir, les paramètres climatiques de la commune estimés pour 2050 selon différents scénarios d'émission de gaz à effet de serre sont consultables sur un site dédié publié par Météo-France en novembre 2022.

## Urbanisme

### Typologie
Au 1er janvier 2024, Souvigné-sur-Même est catégorisée commune rurale à habitat dispersé, selon la nouvelle grille communale de densité à sept niveaux définie par l'Insee en 2022.
Elle est située hors unité urbaine. Par ailleurs la commune fait partie de l'aire d'attraction de La Ferté-Bernard, dont elle est une commune de la couronne,. Cette aire, qui regroupe 37 communes, est catégorisée dans les aires de moins de 50 000 habitants,.

### Occupation des sols
L'occupation des sols de la commune, telle qu'elle ressort de la base de données européenne d’occupation biophysique des sols Corine Land Cover (CLC), est marquée par l'importance des territoires agricoles (91,3 % en 2018), une proportion sensiblement équivalente à celle de 1990 (90,8 %). La répartition détaillée en 2018 est la suivante : 
prairies (61,4 %), terres arables (29,9 %), forêts (8,1 %), espaces verts artificialisés, non agricoles (0,4 %), zones urbanisées (0,2 %). L'évolution de l’occupation des sols de la commune et de ses infrastructures peut être observée sur les différentes représentations cartographiques du territoire : la carte de Cassini (XVIIIe siècle), la carte d'état-major (1820-1866) et les cartes ou photos aériennes de l'IGN pour la période actuelle (1950 à aujourd'hui).

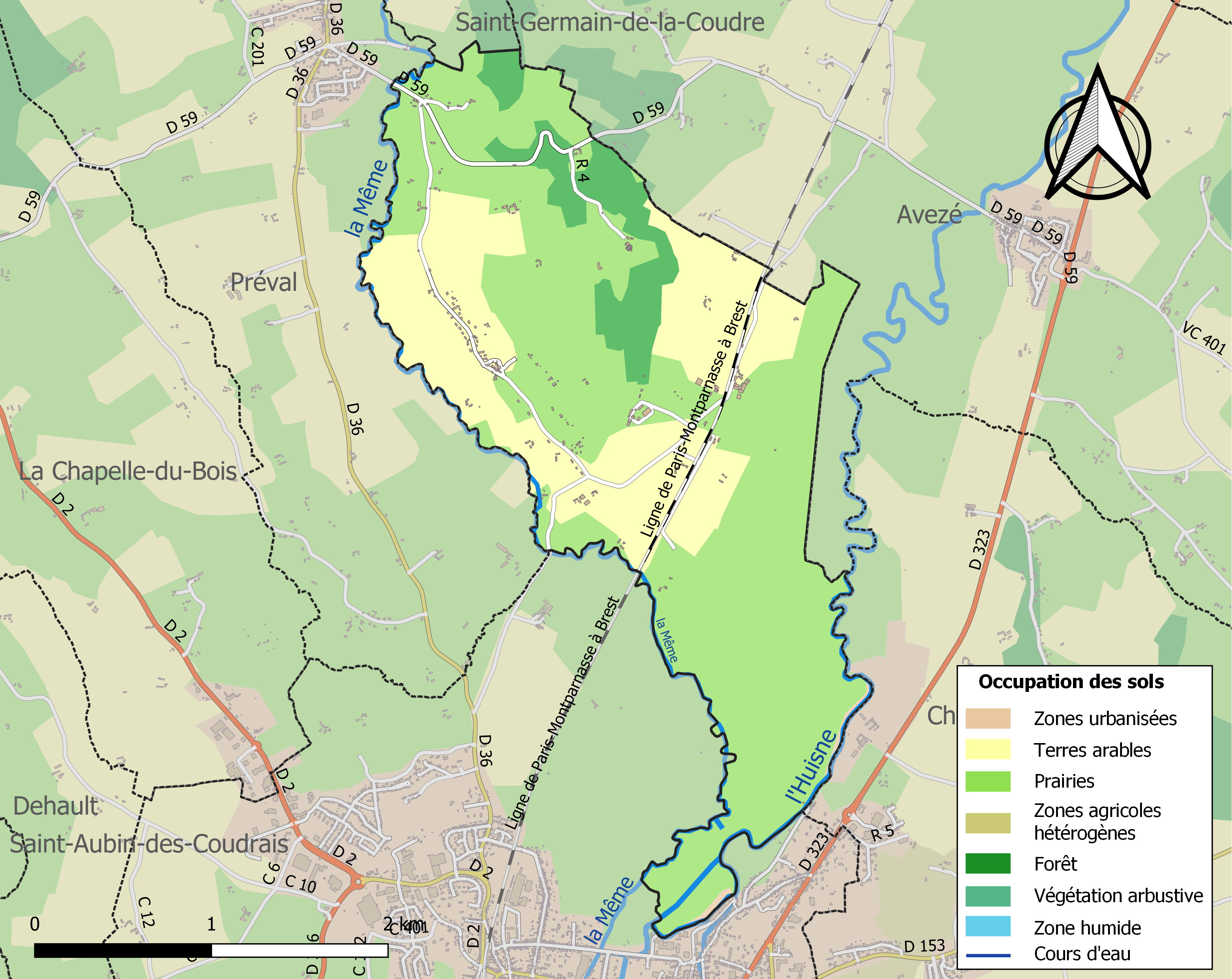
Carte des infrastructures et de l'occupation des sols de la commune en 2018 (CLC).

## Histoire
Petite commune des environs de La Ferté-Bernard, située sur le versant est de la vallée de la Même, Souvigné est une commune rurale depuis le Moyen Âge. Elle est citée dans les archives à la fin du XIIIe siècle. Elle dépendait de la châtellenie de l'abbaye de la Pelice et devait des gardes à La Ferté-Bernard en échange de la protection de ses habitants en cas de danger. Elle vit essentiellement de son agriculture fondée sur l'élevage et les céréales. Son nom qui veut dire sous les vignes suggère la présence ici d'une activité viticole. Mais comme bien des vignobles de la Sarthe excepté la vallée du Loir, ceux-ci ont disparu au XIXe siècle à cause de la concurrence des vins du sud de la Loire. Aujourd'hui, Souvigné est une commune résidentielle pour le bassin d'emploi de La Ferté-Bernard.
Le village possède une petite église fortement remaniée au XVIe siècle. Elle est remarquable par ses lambris peints et par les sculptures qui l'ornent. Elle possède une poutre de gloire et une porte monumentale qui donne sur le cimetière.

## Politique et administration
| Période                                  | Période       | Identité               | Étiquette | Qualité     |
| ---------------------------------------- | ------------- | ---------------------- | --------- | ----------- |
| mars 1971                                | mars 2001     | Robert Paris           |           | Agriculteur |
| mars 2001                                | octobre 2006  | Marie-Françoise Guérin |           |             |
| octobre 2006                             | mars 2008     | Michel Chartier        |           | Agriculteur |
| mars 2008                                | novembre 2018 | Patricia Villarmé      | SE        | Juriste     |
| novembre 2018                            | En cours      | Laëtitia Weegaert      |           |             |
| Les données manquantes sont à compléter. |               |                        |           |             |

## Démographie
L'évolution du nombre d'habitants est connue à travers les recensements de la population effectués dans la commune depuis 1793. Pour les communes de moins de 10 000 habitants, une enquête de recensement portant sur toute la population est réalisée tous les cinq ans, les populations de référence des années intermédiaires étant quant à elles estimées par interpolation ou extrapolation. Pour la commune, le premier recensement exhaustif entrant dans le cadre du nouveau dispositif a été réalisé en 2008.
En 2022, la commune comptait 160 habitants, en évolution de −10,11 % par rapport à 2016 (Sarthe : −0,25 %, France hors Mayotte : +2,11 %).
| 1793 | 1800 | 1806 | 1821 | 1831 | 1836 | 1841 | 1846 | 1851 |
| ---- | ---- | ---- | ---- | ---- | ---- | ---- | ---- | ---- |
| 319  | 349  | 459  | 379  | 337  | 337  | 368  | 358  | 336  |

| 1856 | 1861 | 1866 | 1872 | 1876 | 1881 | 1886 | 1891 | 1896 |
| ---- | ---- | ---- | ---- | ---- | ---- | ---- | ---- | ---- |
| 331  | 303  | 308  | 315  | 286  | 267  | 246  | 257  | 250  |

| 1901 | 1906 | 1911 | 1921 | 1926 | 1931 | 1936 | 1946 | 1954 |
| ---- | ---- | ---- | ---- | ---- | ---- | ---- | ---- | ---- |
| 226  | 250  | 236  | 208  | 206  | 200  | 191  | 171  | 164  |

| 1962 | 1968 | 1975 | 1982 | 1990 | 1999 | 2006 | 2008 | 2013 |
| ---- | ---- | ---- | ---- | ---- | ---- | ---- | ---- | ---- |
| 165  | 157  | 141  | 149  | 180  | 167  | 176  | 178  | 183  |

| 2018 | 2022 | - | - | - | - | - | - | - |
| ---- | ---- | - | - | - | - | - | - | - |
| 170  | 160  | - | - | - | - | - | - | - |

## Lieux et monuments
- Église Saint-Martin, des XIIIe et XVIe siècles, inscrite au titre des Monuments historiques depuis 2004[19].